# Église Sainte-Marie-des-Anges de Valença
L'église Sainte-Marie-des-Anges (portugais : igreja de Santa Maria dos Anjos) est l'église paroissiale de Valença construite à l'intérieur de la forteresse médiévale gardant la frontière avec la Galice, en face de la ville de Tuy, de l'autre côté du fleuve Miño, dont le cours est toujours la frontière avec l'Espagne.

## Histoire
Sur une pierre de la ligne d’angle sud-est de l’église, se trouve en écriture gothique et chiffres romains l'inscription, complétée et restituée par les spécialistes, « VIII DIAS ANDADOS DO MÊS DE JULHO FUI FUNDADA ERA Mª CCC XIIII »  qui peut se traduire par Fondée le huitième jour de juillet de 1276.  Ceci date la construction de la nef de l'église qui, probablement, fut reconstruite à l'emplacement d'une église plus ancienne. Le tympan du portail porte une inscription moderne 1276 - 1919, du temps écoulé entre la fondation et les derniers travaux d'importance.
Entretemps l'église a subi des ajouts au XVIe siècle et des embellissements intérieurs principalement à l'époque baroque.

## Situation
L'église paroissiale se trouve sur la place centrale du village, juste avant le château vers lequel convergent les principales rues du village médiéval. L'ensemble des édifices religieux est construit sur un parvis surélevé, pavé de marbre, le « Largo de Nuestra Senhora dos Angelos », décalé vers la muraille de la forteresse, le long de laquelle court un des chemins de la Voie Sacrée de Valença. Le long de la chapelle latérale, au N.O., se dresse le château depuis lequel on accède à l'église paroissiale par une porte en fer.

## Architecture
La partie romane de l'église paroissiale est construite en pierres granitiques de grand appareil. Elle se composait d'une simple nef rectangulaire, qui précède le chœur plus étroit. Le mur est de la nef a donc été percé après sa construction, renforcé par une arc de plein cintre légèrement outre-passé, s'appuyant sur des chapiteaux simples et des colonnes rectangulaires engagées. Puis l'église a été prolongée par un chœur fermé par une abside. De part et d'autre du chœur, se trouvent deux chapelles, une fermée où subsistent des peintures murales et une autre servant de passage vers la sacristie et la chapelle latérale bordant le parvis, à l'est.
Plus tard, au XVIe siècle, l'église sera flanquée d'un clocher. À la même époque, une chapelle funéraire, avec son propre clocher, est construite à l'ouest du parvis, adossée au mur du château. Ces édifices sont construits avec des matériaux moins nobles que la partie romane, puisque seules les pierres angulaires sont visibles, le reste étant recouvert d'un enduit blanc.
L'ensemble de l'édifice est couvert par une charpente apparente palissée de bois.
Il est éclairé par quelques ouvertures rectangulaires, de dimensions différentes (sans doute agrandies) et un petit oculus au-dessus du maître-autel.
La façade ouest de l'église est percée d'un porche dont les trois archivoltes reposent sur des chapiteaux et des colonnes, le tout orné de motifs géométriques et floraux stylisés caractéristiques de la fin du Moyen Âge.
On accède à la chapelle funéraire par un portail latéral rectangulaire dont le linteau est surmonté d'un tympan orné d'un couronnement de la Vierge, lui-même surmonté d'une croix.

## Patrimoine mobilier
Dans l'église se trouvent plusieurs autels et retables construits dans un riche style baroque. Cependant il semblerait que les statues d'origine aient été déplacées voire remplacées, sans que le style soit toujours en accord avec le retable.
Bien que disposant d’une chapelle funéraire, les panneaux de bois qui pavent le sol de l'église tout entière sont les sépultures des riches familles de la cité.

### Le maître autel
Le maître-autel, typique du style baroque, repose sur une surface pavée qui délimite l'espace consacré. L'autel surélevé est un autel tombeau en marbre rehaussé d'appliques en bronze.
Sur la table repose un tabernacle marqueté de motifs floraux, dont les ailes sont également rehaussées d'appliques en bronze doré.
Le retable est encadré de colonnes dorées soutenant des corniches, et les chapiteaux richement décorés soutiennent un fronton couronné d'un bouquet de fleurs en  bois doré. Un cartouche frappé de la lettre M est entouré de guirlandes en bronze doré.
Dans la niche ainsi délimitée se trouve un gradin dont chaque degré est représentatif d'un niveau de sainteté, jusqu'à sept pour le Père tout puissant. Comme la lettre M du fronton, les six degrés semblent indiquer que tout en haut trônait une statue de la Vierge Marie.   
Ce n'est plus le cas aujourd'hui, on y trouve la statue d'un saint évêque, natif de Valença, saint Théoton ou São Teotónio en portugais. Saint patron de la ville, on le vénérait dans une chapelle de la rue santa Trinidade, en haut du «Largo São Teotónio», désormais fermée au culte, effet collatéral d'une rapide et récente déchristianisation du Portugal.
De part et d'autre, deux colonnes ont été dressées contre le mur de façon à donner l'impression que le retable occupe toute la largeur de l'abside. Deux petites consoles ont été ajoutées pour renforcer cette impression de continuité. On y trouve actuellement une statue de la Vierge Marie avec l'Enfant Jésus, et une statue d'une Vierge de la Miséricorde.

### La chaire à prêcher
La chaire à prêcher est de style classique ; elle se compose d'une cuve en bois rouge et de montants en bois sombre, sans autres ornements que des cœurs baroques dits "cœurs de Minho"  et une croix de Saint André, autre saint vénéré dans cette église. Sans surprise l'abat-voix est surmonté d'un dôme assorti terminé par une flamme baroque.

### L'autel de santa Maria dos Angelos, l'autel de Notre-Dame de l'Enfant Jésus
Pour masquer le mur Est de l'église, une sorte d'arc triomphal a été constitué en bâtissant, le long des colonnes, deux autels identiques en bois de couleur bleu ciel, rehaussés de guirlandes en bronze doré, surmontés d'un retable en bois sculpté polychrome et doré de style baroque manuélin. Ils possèdent tous deux un tabernacle surmonté  d'un petit  piédestal sur lequel est placée la statue de la Vierge : une Vierge à l'Enfant à gauche et une belle statue en bois doré de Notre Dame des Anges, à droite. La qualité du travail et l'ampleur du drapé font penser aux meilleures talhas douradas

### L'autel du Christ aux Outrages, l'autel de Saint André.
Au début de la nef, on trouve deux autres autels de style manuélin, en bois peint en blanc et toujours décorés de guirlandes de bronze. Tous deux sont rehaussés d'un important retable richement décoré. Sur le tabernacle décoré d'un cœur du Minho une statue représente le martyre de saint André. L'autre présente directement sur la traverse une statue d'un Christ aux Outrages   en pierre, de facture naïve, qui paraît plus ancienne.
Ces deux autels devaient se faire face, mais l'un d'eux a dû être déplacé lors de la construction de la niche du triptyque qui le côtoie.

### Le triptyque das Almas pertencentes
À côté de l'autel du Christ aux Outrages, se trouve une niche ajoutée à une époque récente pour mettre en valeur le triptyque das «Almas pertencentes» (âmes repentantes).
Ce triptyque, présenté fermé, est répertorié dans les registres paroissiaux dès 1758. Au premier abord, il représente un Jugement Dernier avec sur les deux volets une représentation spectaculaire de l'enfer, dans les flammes duquel se consument riches et puissants, parmi lesquels un roi, un pape, un évêque, un moine ... et bien d'autres qui se reconnaîtront ! 
Mais cette représentation n'est pas la scène du Jugement, car n'y figurent ni la résurrection des morts, ni la jauge des âmes par l'archange Saint Michel, devant le Christ en majesté, pas plus que le cheminement des Élus vers le Paradis.
Le personnage central est la Vierge. En retrait et au-dessus est représentée la Sainte Trinité, le Père tout-puissant, le Saint Esprit et le Christ. La Vierge tient la main du Christ en signe d'intercession pour tous les damnés et le rayonnement de sa bonté remplit toute la largeur du tableau. Premier signe de réconfort, le Christ est déchargé de sa croix par les anges, messagers de Notre-Dame. Ceux-là mêmes qui apportent aussi l'espoir aux repentis qui prient Notre-Dame et que la Vierge réclame ... à son fils.
C'est donc l'intercession de Notre-Dame des Anges après le Jugement qui est représentée, soulignée par la palme; signe de sainteté, que d'autres anges lui tendent.

### Les fonts baptismaux
Les fonts baptismaux se trouvent dans une petite chapelle au fond de l'église. Ils sont formés par une simple vasque de granite en forme de calice. Dans le mur, une petite armoire liturgique abrite les objets du sacrement.

### Le petit mobilier
Hormis le Christ de l'autel principal, le petit mobilier est quasiment absent (à l'abri dans le musée municipal ?), ou très récent. Pourtant, on trouve des statues de petite nature, dont certaines, comme la statue de Sainte Catherine, ont belle allure.

## Album de photos

### Extérieur

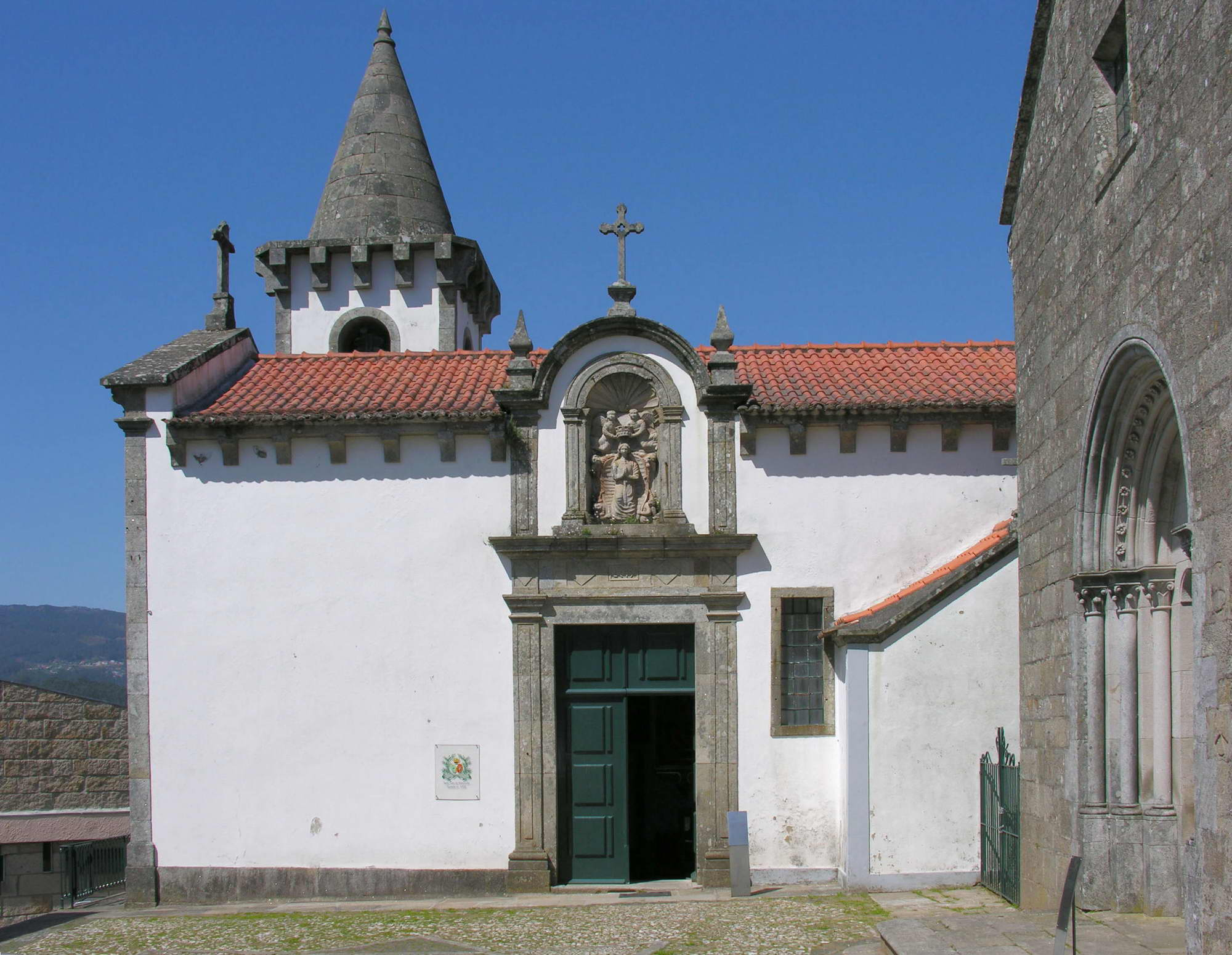
Chapelle funéaire (Nord)
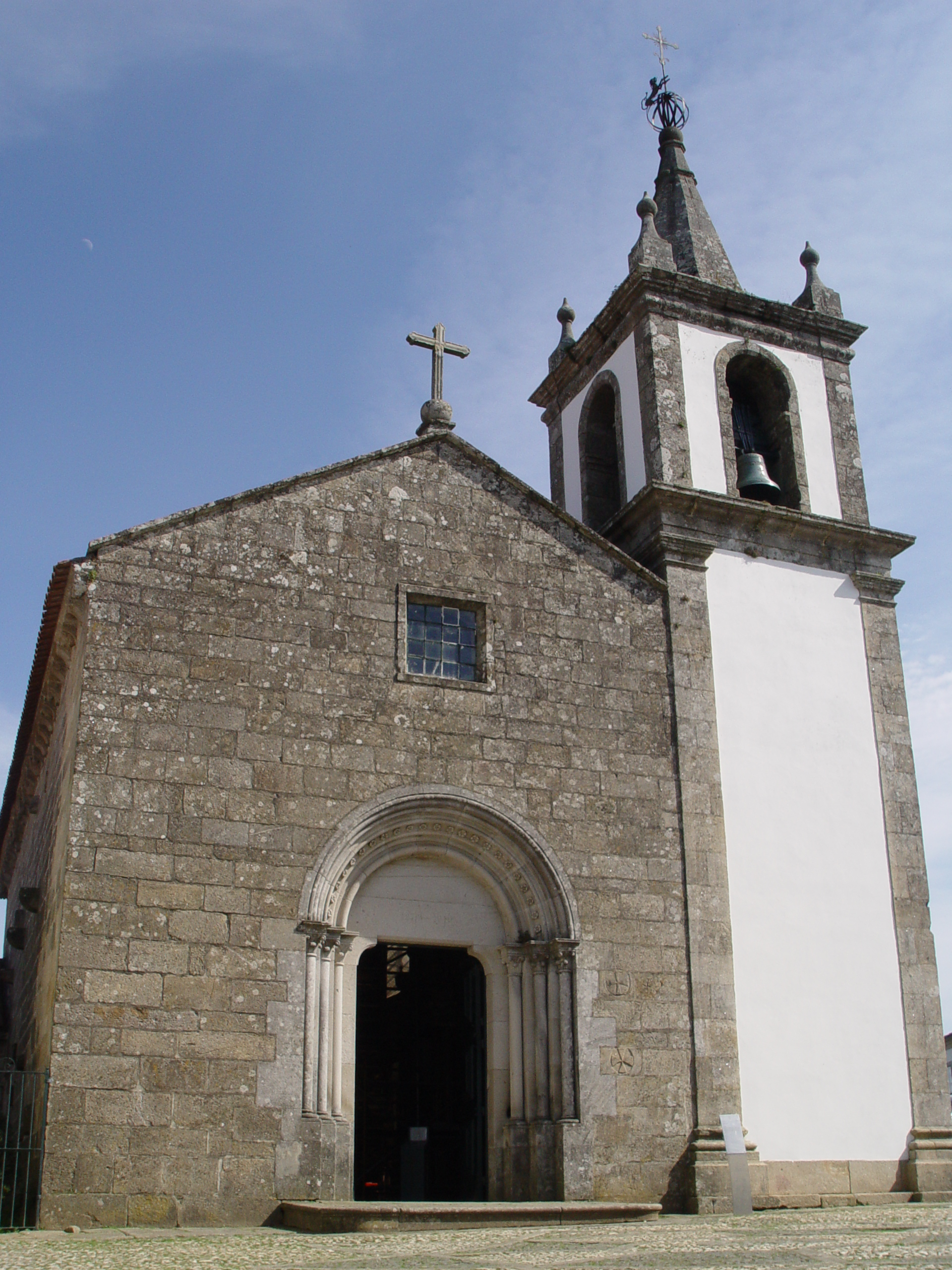
Façade ouest.
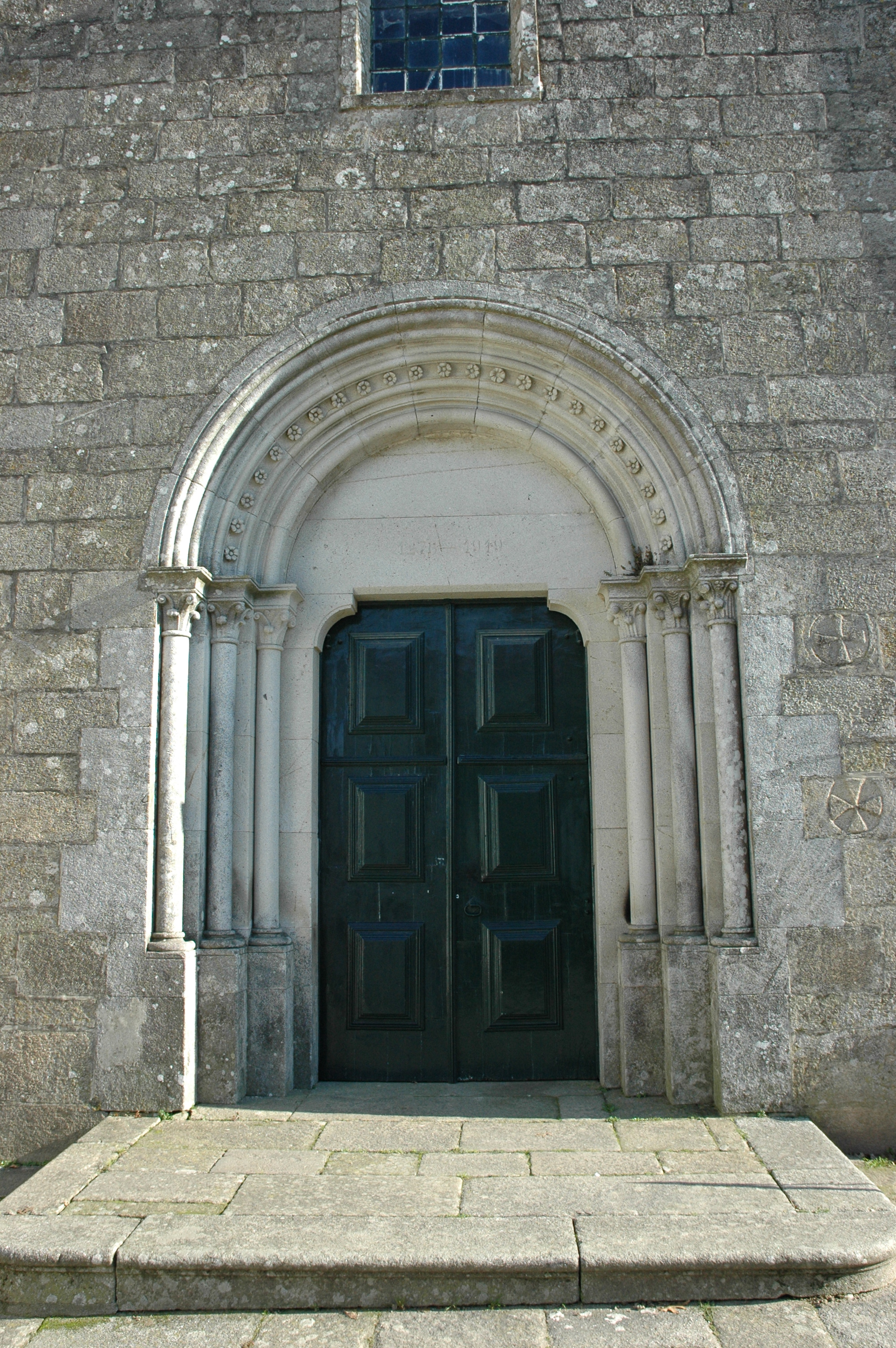
Porche.
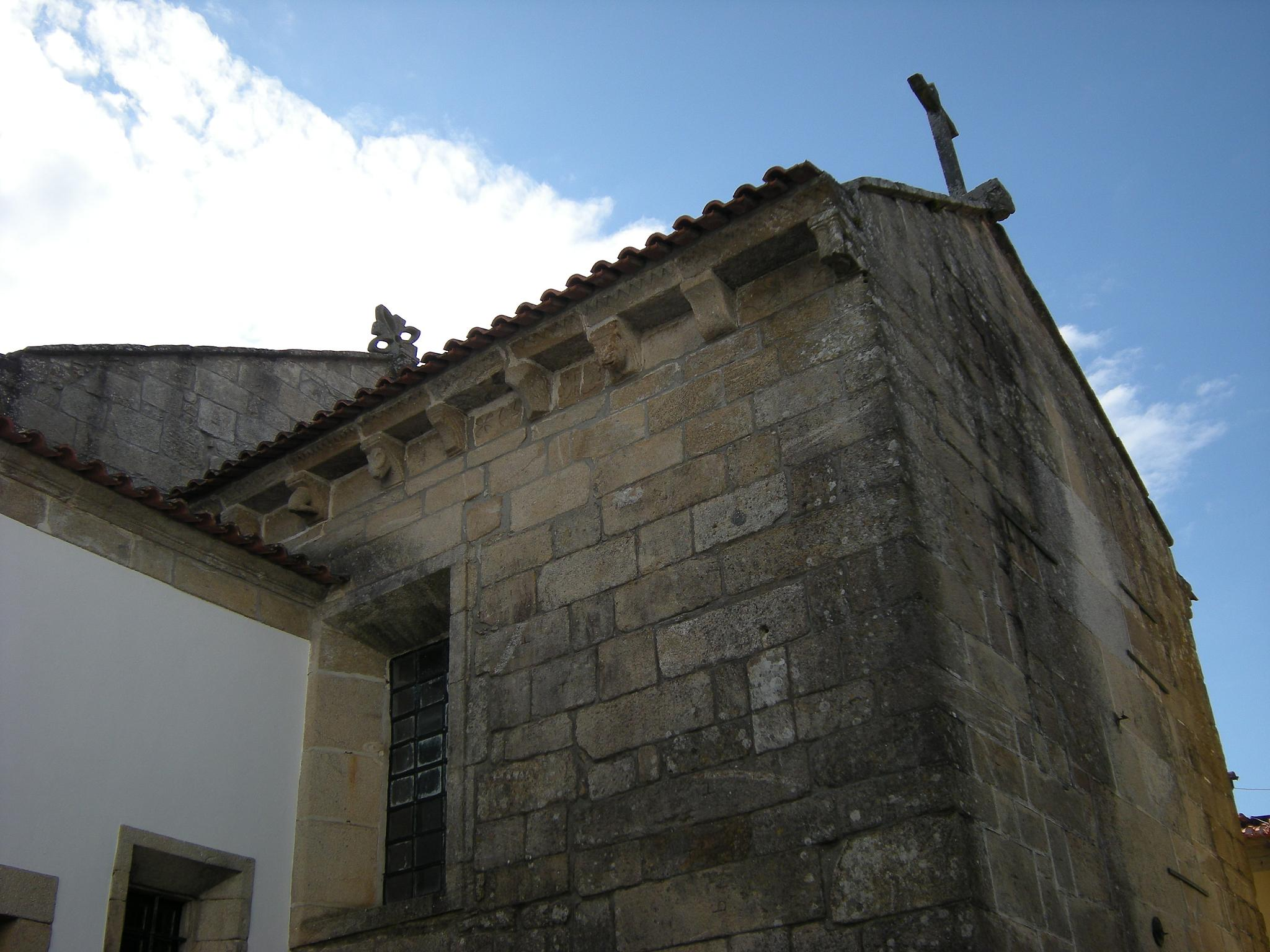
Abside

### Intérieur

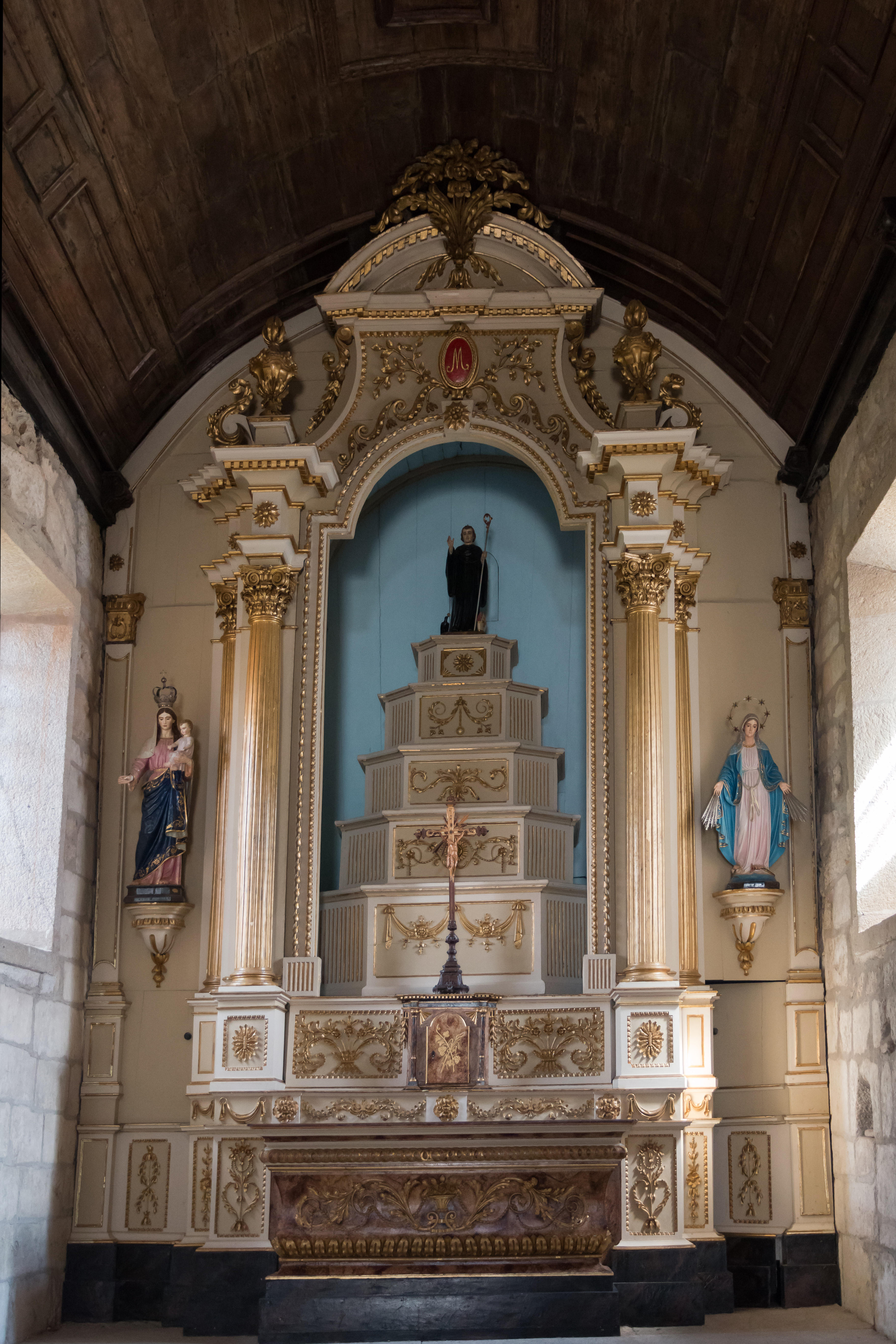
Maître autel.
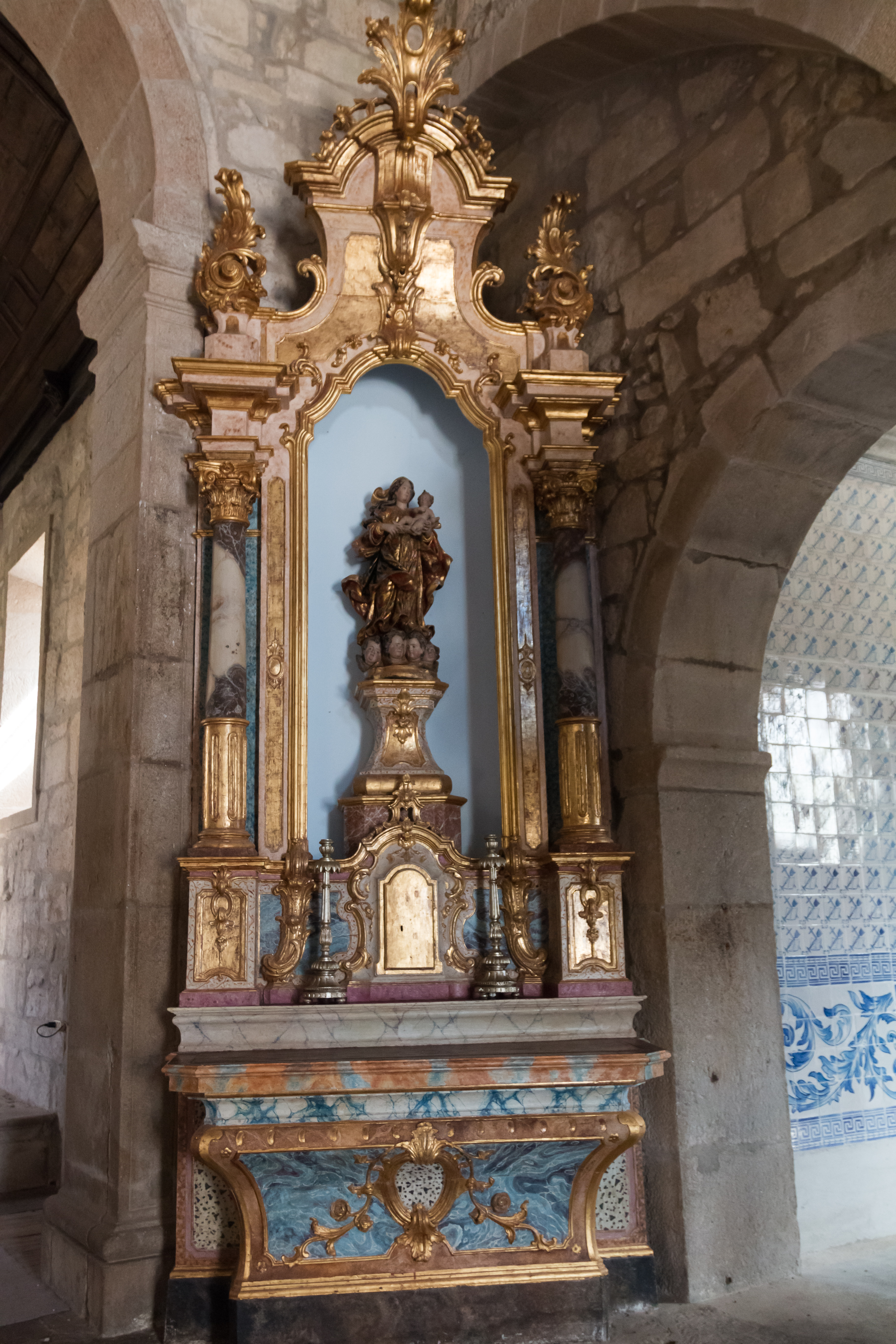
Autel de Sainte Marie des Anges.
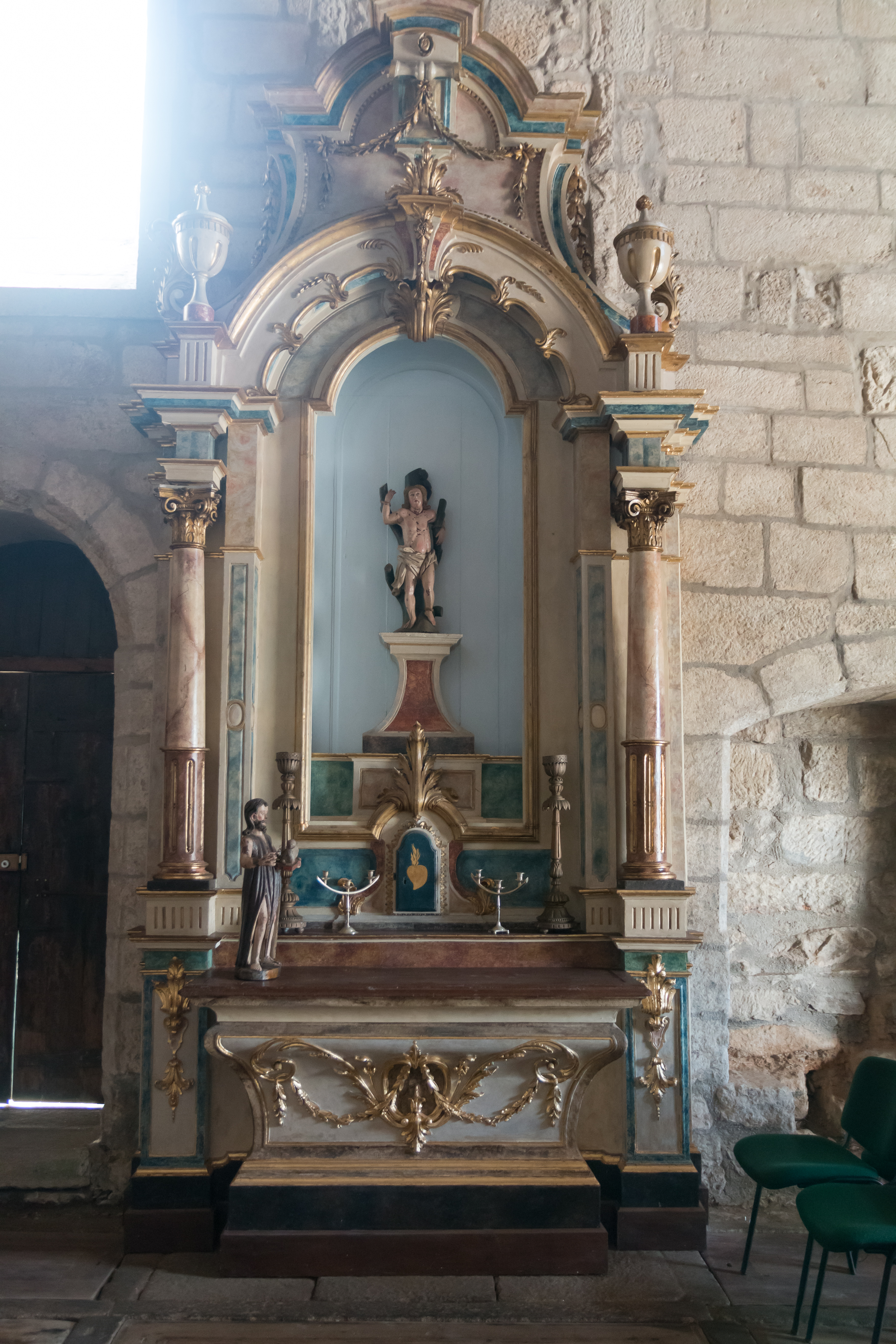
Autel de Saint André.
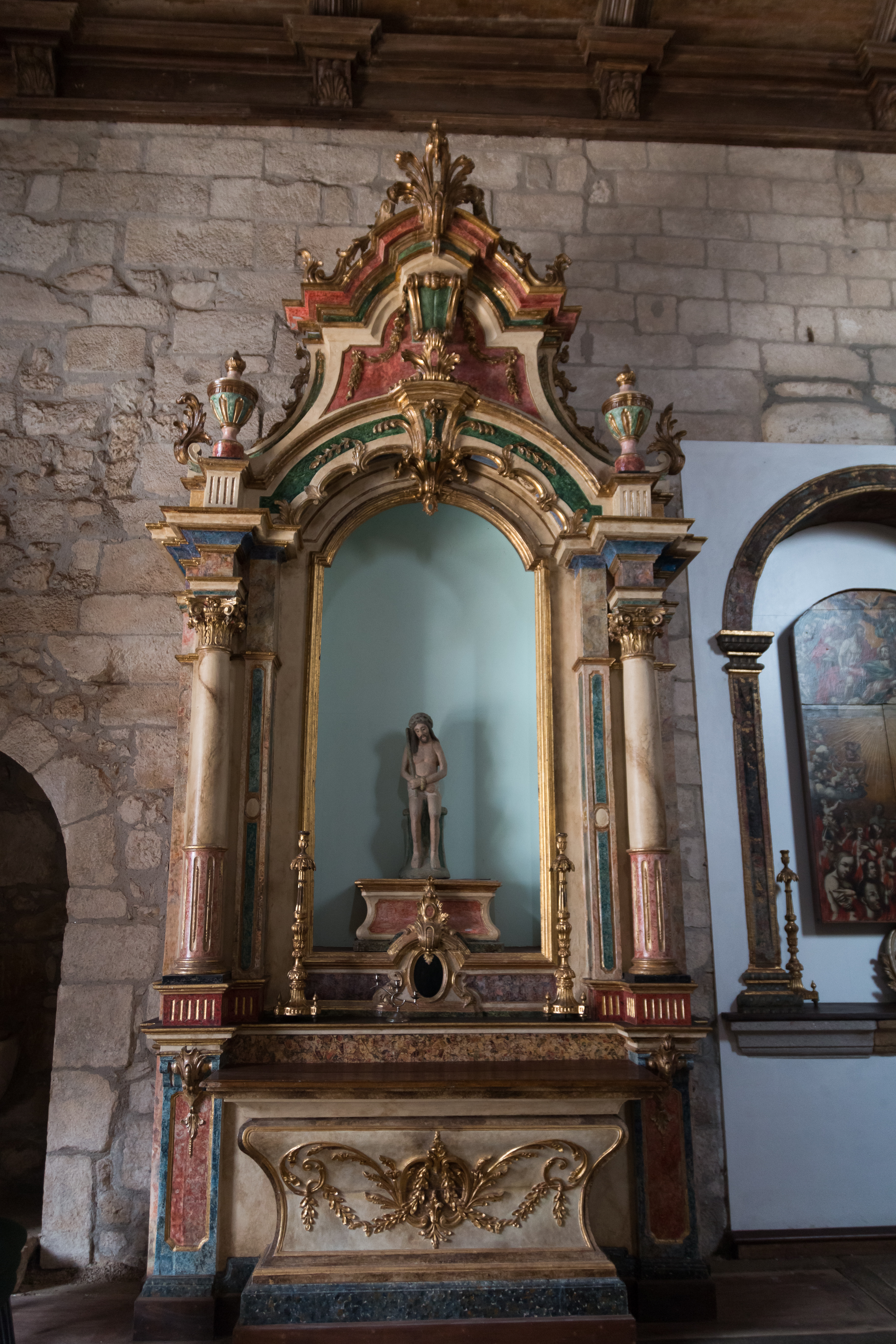
Autel du Christ aux outrages.
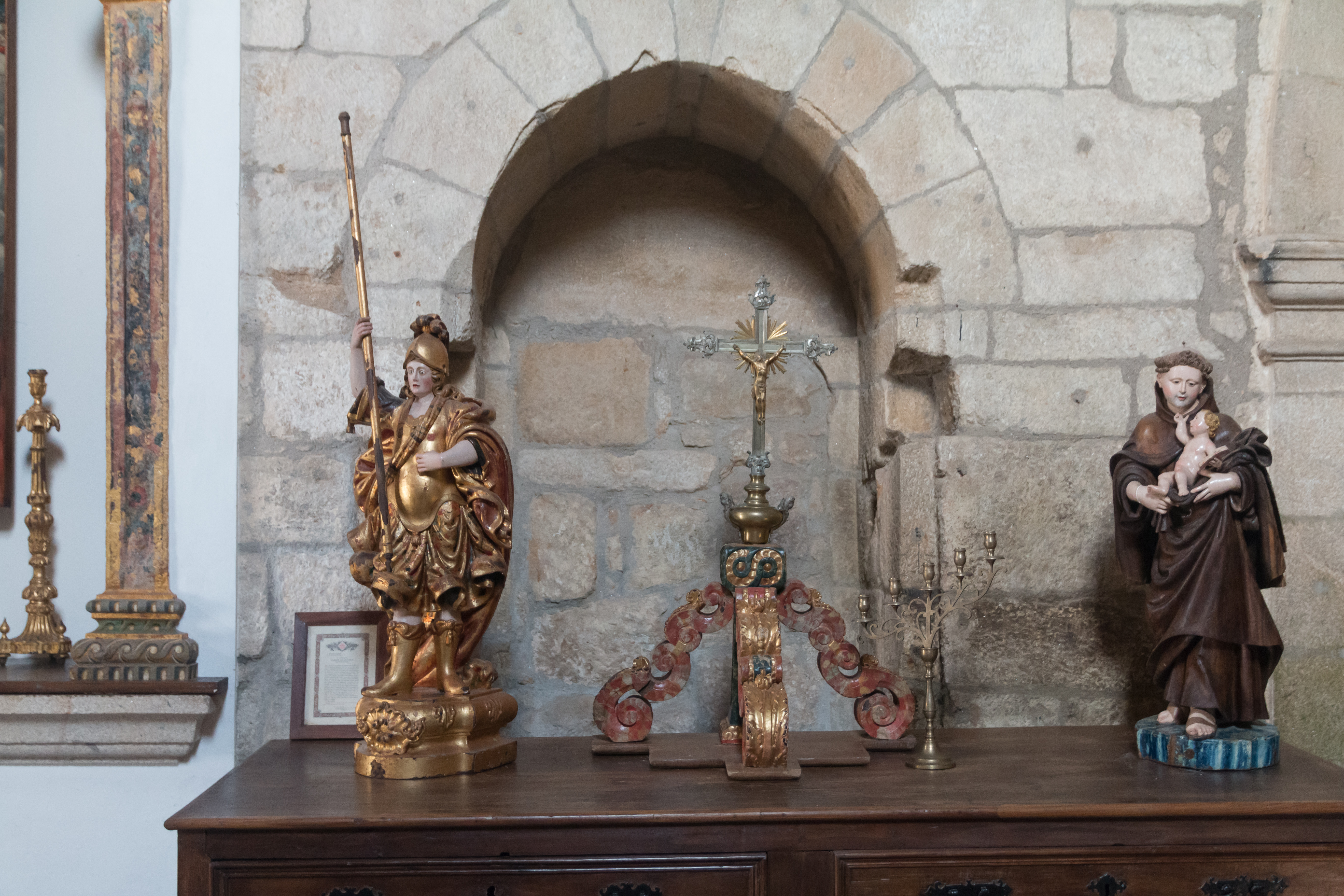
Sainte Catherine et Saint Antoine.